# Torrulluela de lo Vico
Torrulluela de lo Vico, o Torrulluela de Obico en castellà, és un despoblat del municipi de Boltanya, situat a la província d'Osca. Actualment el poble està despoblat, només es mantenen drets l'església i una edificació més avall. Les altres edificacions estan en estat de ruïna parcial.